# Hugo de Payens
Hugo (Hugues) de Payens (Payens kod Troyesa, oko 1070. – Palestina, 24. svibnja 1136.), francuski plemić, osnivač templarskog reda i prvi veliki meštar.
Bio je francuski plemić podrijetlom iz Champagne. Imenovan je vitezom oko 1085. godine. U vrijeme Prvog križarskog rata (1096. – 1099.) služio je u vojsci Godefroya de Boulliona. Godine 1104. bio je u pratnji grofa od Champagne na putovanju u Jeruzalem, a u Francusku se vratio već sljedeće godine. Uz potporu grofa od Champagne vratio se u Svetu zemlju 1114. s drugim svjetovnim vitezovima. Ondje je Hugo okupio vitezove i organizirao ih kako bi štitili hodočasnike na putu u Svetu zemlju. Prvu jezgru budućeg viteškog reda činili su, uz njega Godfrey de Saint-Omer i André de Montbard uz još šestoricu njigovih drugova. U tu je svrhu 1118. godine osnovao je "Red siromašnih vitezova Krista". Sljedeće godine je Hugo, zajedno sa svojim pristašama dao zakletvu pred jeruzalemskim patrijarhom i promijenio ime reda u "Vitezovi jeruzalemskog hrama", odnosno kraće "Red vitezova Hrama" (Fratres militiae Templi).
Do 1127. godine, Hugo i njegova družina štitili su hodočasnike na putu u Jeruzalem, da bi tada jeruzalemski kralj Balduin II. (vladao od 1118. do smrti 1131.) i patrijarh Goromond poslali Huga de Payensa i petoricu njegovih drugova na Zapad kako bi potražili pomoć. Istovremeno, kralj Balduin II. poslao je pismo Bernardu iz Clairvauxa (1090. – 1153.) kako bi poduzeo mjere za priznavanje templarskog reda od strane rimskog pape i kako bi napisao pravila za red, bez kojih red ne bi mogao biti priznat.
U sljedeće dvije godine Hugo de Payens je prikupljao templarsku vojsku po Francuskoj te se u proljeće 1129. godine vratio preko Marseillesa u Svetu zemlju, zajedno sa svojim drugovim i novom vojskom templara koju je sakupio u Francuskoj.
Nakon smrti, na mjestu velikog meštra templara naslijedio ga je Robert de Craon.